# Daron Rahlves
Daron Rahlves, né le 12 juin 1973 à Walnut Creek en Californie, est un ancien skieur alpin et actuel skieur acrobatique en cross américain.

## Biographie
Il a notamment été sacré champion du monde de super-G en 2001 à Sankt Anton. Il annonça sa retraite en ski alpin à l'issue de la saison 2005-2006. En 2008, il s'essaie au ski acrobatique en participant à des cross, allant même disputer les Championnats du monde 2009. En 2010, il participe à l'épreuve de ski-cross des Jeux olympiques de Vancouver ou il échoue en huitièmes de finale.

## Palmarès

### Championnats du monde
- Championnats du monde de 2001 à Sankt Anton (Autriche) :
  -  Médaille d'or en super G.
- Championnats du monde de 2005 à  Bormio (Italie) :
  -  Médaille d'argent en descente.
  -  Médaille de bronze en slalom géant.

### Coupe du monde
- Meilleur classement au Général : 4e en 2006
- 12 succès en coupe du monde (9 en descente, 3 en super G).

#### Saison par saison
- Coupe du monde 2000 :
  - Descente : 2 victoires (Kvitfjell, Norvège)
- Coupe du monde 2003 :
  - Descente : 2 victoires (Bormio (Italie), Kitzbühel (Autriche))
- Coupe du monde 2004 :
  - Descente : 2 victoires (Vail (États-Unis), Sestrières (Italie))
  - Super G : 2 victoires (Kitzbühel (Autriche), Kvitfjell (Norvège))
- Coupe du monde 2005 :
  - Super G : 1 victoire (Lenzerheide, Suisse)
- Coupe du monde 2006 :
  - Descente : 3 victoires (Beaver Creek (États-Unis), Bormio (Italie), Wengen (Suisse))